# Idiopteryx
Idiopteryx é um gênero de traça pertencente à família Agonoxenidae.